# Bunny Yeager
Linnea Eleanor Yeager (Wilkinsburg, 13 de março de 1929 – North Miami, 25 de maio de 2014), mais conhecida como Bunny Yeager, foi uma fotógrafa estadunidense e modelo pin-up.
Yeager ganhou notoriedade ao conseguir que mulheres comuns se sentissem à vontade para posar, mostrando o corpo e celebrando a nudez. As suas fotos icónicas de Bettie Page tornaram-se célebres, em particular as suas fotos para a revista Playboy.